# ريجنالد ألين (لاعب كريكت)
ريجنالد ألين (2 يوليو 1858 - 2 مايو 1952) (بالإنجليزية: Reginald Allen)‏ هو لاعب كريكت أسترالي. شارك مع منتخب أستراليا الوطني للكريكت.

## وصلات خارجية
- ريجنالد ألين على موقع إي آس بي آن كريك إنفو (الإنجليزية)